# Adrien Pezon
Pour les articles homonymes, voir Pezon.
 (novembre 2018).
Si vous disposez d'ouvrages ou d'articles de référence ou si vous connaissez des sites web de qualité traitant du thème abordé ici, merci de compléter l'article en donnant les références utiles à sa vérifiabilité et en les liant à la section « Notes et références ».
Jean Adrien Pezon (4 janvier 1871, Bruxelles - 7 juin 1920, Clichy-sous-Bois) est un artiste forain français.
Son père Jean-Baptiste Pezon voulut en faire un savant : il fréquenta les meilleurs lycées. Mais il ne renonça pas à l'attrait de la vie foraine. En 1888, alors qu'il passait quelques semaines à la ménagerie en convalescence, il sauva son père du seul accident grave de sa carrière qui faillit lui coûter la vie : l'attaque sauvage de son ours brun "Groom".
Il fut dorénavant accepté dans le cercle très fermé des belluaires et son père l'associa à son entreprise.
À la mort de Baptiste il reprit la "Grande Ménagerie Lozérienne" qu'il rebaptise bientôt "Universelle Ménagerie".
En 1906, il vend sa ménagerie pour racheter une affaire plus moderne et créer le "Nouvel Établissement Adrien Pezon" associant fauves et cinéma.
Mais la belle époque des ménageries foraines était passée ; moins de clients et plus de frais étrangleront la majorité de ces beaux établissements.
En 1909 Adrien Pezon se retire gardant toutefois quelques fauves dans sa maison de Montreuil.
Il meurt en 1920 à Clichy. Il est enterré dans le tombeau familial du cimetière du Père-Lachaise.